# Egzekucje w ogrodach sejmowych

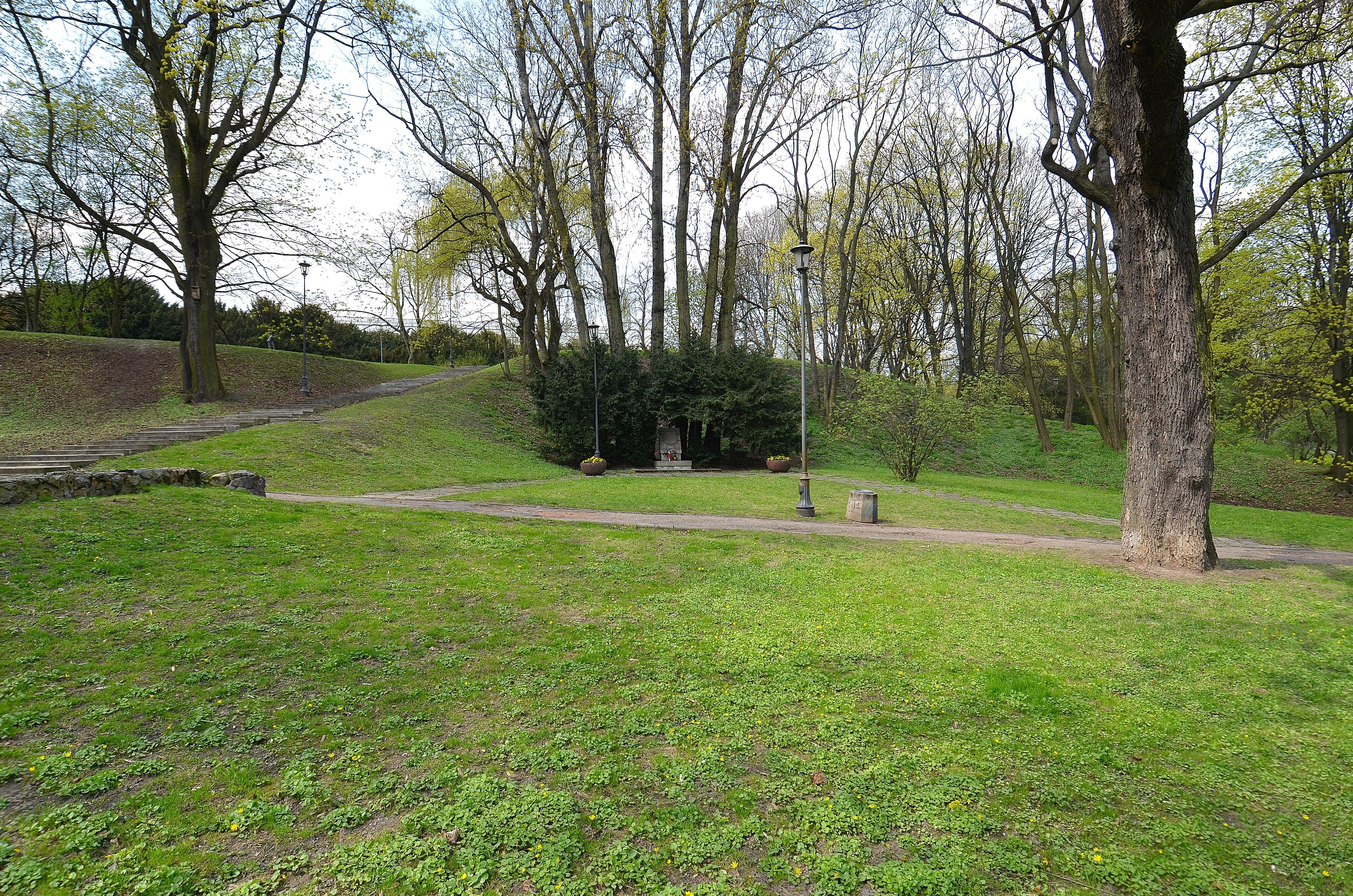
Miejsce egzekucji współcześnie

Egzekucje w ogrodach sejmowych – zbiorowe egzekucje przeprowadzane przez okupantów niemieckich na terenie tzw. ogrodów sejmowych w Warszawie. Jesienią 1939 roku na tyłach budynków Sejmu RP rozstrzelano kilkuset Polaków – przede wszystkim przedstawicieli warszawskiej inteligencji. Egzekucje w ogrodach sejmowych poprzedziły zbrodnię w Palmirach.

## Pierwsze zbrodnie okupanta
W nazistowskich planach likwidacji polskiej inteligencji Warszawa zajmowała miejsce szczególne. Stolica stanowiła bowiem centrum polskiego życia politycznego, intelektualnego i kulturalnego. Znajdowało się tu m.in. ponad 900 szkół i uczelni różnych typów i stopni, około 200 muzeów, archiwów, bibliotek, sal teatralnych i kinowych oraz ponad 900 świątyń różnych wyznań. W Warszawie ukazywało się ponad 50% ogólnokrajowego nakładu czasopism, a liczba wykładowców wyższych uczelni i studentów stanowiła ok. 40% w skali całego kraju.
W ślad za regularnymi formacjami Wehrmachtu do Warszawy wkroczyła 1 października 1939 tzw. Einsatzgruppe IV (dowódca: SS-Brigadeführer Lothar Beutel) – specjalna grupa operacyjna (Einsatzgruppen) niemieckiej policji bezpieczeństwa i służby bezpieczeństwa, której zadaniem było „zwalczanie wszystkich wrogich Rzeszy i Niemcom elementów na tyłach walczących wojsk” oraz „ujęcie osób niepewnych pod względem politycznym”, zwłaszcza tych, których nazwiska figurowały w tzw. Sonderfahndungsbuch Polen. Funkcjonariusze EG IV od pierwszych dni okupacji dokonywali w Warszawie licznych rewizji i masowych aresztowań, wymierzonych przede wszystkim w przedstawicieli szeroko rozumianej „polskiej warstwy przywódczej”. Między innymi, już 2 października aresztowano kilkuset Polaków (głównie z kręgów inteligencji), których w charakterze zakładników osadzono na Pawiaku. 8 października aresztowano 354 warszawskich księży i nauczycieli, gdyż władze okupacyjne uznały, iż ze względu na postawę „pełną polskiego szowinizmu” stanowią oni dla Niemców „olbrzymie zagrożenie”. Rozpoczęły się także masowe aresztowania Żydów. Rychło zapełniły się warszawskie więzienia i areszty – Pawiak, areszt śledczy przy ul. Daniłowiczowskiej, więzienie mokotowskie oraz piwnice ministerstwa wyznań religijnych i oświecenia publicznego przy alei Szucha 25, gdzie ulokowana została siedziba Sicherheitspolizei.
Wielu aresztowanych zostało wywiezionych do niemieckich obozów koncentracyjnych, gdzie przeżył tylko znikomy procent. Ponadto od pierwszych dni okupacji w Warszawie i na terenach podmiejskich dochodziło do licznych mordów na Polakach i Żydach. Część spośród tych egzekucji była przeprowadzana jawnie. W formie plakatów, obwieszczeń w Dzienniku Urzędowym lub anonsów prasowych władze niemieckie informowały o rozstrzelaniu wymienionych imiennie Polaków lub Żydów, których aresztowano wcześniej pod takimi zarzutami jak: posiadanie broni, znieważenie żołnierzy niemieckich, zrywanie niemieckich plakatów i obwieszczeń itp.

## Egzekucje w ogrodach sejmowych
Przedstawicieli „polskiej warstwy przywódczej” Niemcy rozstrzeliwali natomiast w tajemnicy. Pierwszym miejscem, w którym w ramach tzw. Intelligenzaktion przeprowadzano potajemne egzekucje mieszkańców Warszawy stały się tereny tzw. ogrodu sejmowego – położonego na tyłach budynków sejmowych, na stokach skarpy wiślanej. Egzekucje w ogrodach sejmowych przeprowadzane były przez okupantów od października 1939 do kwietnia 1940, choć ich największe nasilenie przypadło na jesień 1939.
W pojedynczych egzekucjach na terenie ogrodów sejmowych mordowano zwykle nie więcej jak kilka, kilkanaście osób. Ofiary zmuszano do uklęknięcia (nie wiążąc im rąk, ani nie zasłaniając oczu), po czym rozstrzeliwano ogniem broni maszynowej. Ciała zamordowanych początkowo zakopywano na terenie ogrodów, a później w ramach akcji zacierania śladów zbrodni palono lub wywożono w nieznanym kierunku. Egzekucji dokonywali niemieccy policjanci z 301 batalionu Schutzpolizei, zakwaterowanego w budynkach Sejmu, a także żołnierze 1. pułku kawalerii SS (1. SS-Totenkopf-Reiterstandarte). Ogólny nadzór nad przebiegiem akcji eksterminacyjnej sprawował natomiast SS-Standartenführer Josef Meisinger – dowódca Einsatzgruppe IV, pełniący od połowy listopada 1939 funkcję komendanta SD i policji bezpieczeństwa (KdS) w dystrykcie warszawskim Generalnego Gubernatorstwa.
Nie udało się ustalić dokładnej liczby ofiar egzekucji w ogrodach sejmowych. Janusz Gumkowski oceniał liczbę zamordowanych na co najmniej tysiąc, opierając się przy tym na zeznaniach świadków, złożonych podczas powojennego procesu władz dystryktu warszawskiego. Z kolei Maria Wardzyńska ocenia liczbę ofiar na około kilkaset osób. Istnieją hipotezy, iż to właśnie w ogrodach sejmowych zamordowano jesienią 1939 przedwojennego prezydenta Warszawy Stefana Starzyńskiego, choć większość historyków (m.in. Marian Marek Drozdowski i Władysław Bartoszewski) odrzuca je jako mało prawdopodobne .
Egzekucji urządzanych w centrum milionowego miasta nie dało się na dłuższą metę utrzymać w tajemnicy. W rezultacie, od grudnia 1939 roku Niemcy rozstrzeliwali mieszkańców stolicy w podwarszawskich lasach – przede wszystkim w okolicach Palmir.

## Upamiętnienie
Ofiary egzekucji w ogrodach sejmowych upamiętnia wolno stojąca tablica Tchorka, którą zainstalowano w latach 50. XX wieku.